# Karipski jezik
Karipski jezik (carib, caribe, cariña, galibí, kali’na, kalihna, kalinya, maraworno, marworno; ISO 639-3: car), indijanski jezik kojim govori preko 7 400 Kariba u obalnim područjima Venezuele, Brazila, Francuske Gijane, Gvajane i Surinama. Većina govornika koncentrirana je na području venezuelskih država Monagas i Anzoátegui. Govori se nekoliko diajalekata: tabajari, tyrewuju (istočnokaripski), murato (myrato, zapadnokaripski).
Pripada sjevernokaripskoj skupini, podskupina galibi, čiji je jedini predstavnik. Pripadnici etničke grupe sebe nazivaju Kari’na a svoj jezik kari’na auran. U engleskom se zove carib, španjolski caribe, francuski galibí, nizozemski kara’ibs

## Vanjske poveznice
- Ethnologue (14th)
- Ethnologue (15th)